# Parwelita
La parwelita és un mineral de la classe dels fosfats. Rep el nom en honor del Dr. Alexander Parwel (1906-1978), químic suec del Museu d'Història Nacional de Suècia, a Estocolm, qui ha realitzat moltes anàlisis de minerals de Långban, inclòs el d'aquesta espècie.

## Característiques
La parwelita és un fosfat de fórmula química Mn10Sb₂As₂Si₂O24. Cristal·litza en el sistema monoclínic. La seva duresa a l'escala de Mohs és 5,5.
Segons la classificació de Nickel-Strunz, la parwelita pertany a «08.BD - Fosfats, etc. amb anions addicionals, sense H₂O, només amb cations de mida mitjana, (OH, etc.):RO₄ = 2:1» juntament amb els següents minerals: cornwallita, pseudomalaquita, reichenbachita, arsenoclasita, gatehouseïta, reppiaïta, ludjibaïta i cornubita.

## Formació i jaciments
Va ser descoberta a la localitat sueca de Långban, situada al municipi de Filipstad, dins el comtat de Värmland. Es tracta de l'únic indret en tot el planeta on ha estat descrita aquesta espècie mineral.